# Hontoba (kommun)
Hontoba är en kommun i Spanien.   Den ligger i provinsen Provincia de Guadalajara och regionen Kastilien-La Mancha, i den centrala delen av landet, 60 km öster om huvudstaden Madrid. Antalet invånare är 315.